# 에스칼리바다
에스칼리바다(카탈루냐어: Escalivada, 카탈루냐어 발음: [əskəɫiˈβaðə]) 또는 스페인어에서 드물게 부르는 다른 명칭인 에스칼리바다 (escalibada)는 연기에 그을린 채소인 전통적인 카탈루냐 요리이다. 일반적으로 구운 가지와 피망, 올리브 기름으로 구성되며, 여기에 가끔씩 양파, 토마토, 사각썰기한 마늘, 소금이 추가된다.
에스칼리바다라는 이름은 '잿더미에서 요리하다'라는 뜻을 가진 카탈루냐어 동사인 'escalivar'에서 유래했으며, 이는 에스칼리바다의 전통적인 조리가 장작불의 불잉걸에서 이루어진다는 것을 언급한다.
이 요리는 야외에서 쇠살대에 올려 까맣게 태우고 부드러워질 때까지 굽거나, 전부 불잉걸 위에 직접 올려 요리한 뒤 껍질을 벗겨서 만들 수 있다. 실내에서는 가지를 가스 버너에 태우고 나머지 채소들은 삶아도 된다.
이 요리는 타파스로, 그릴에 구운 고기나 참치 같은 생선의 렐리시로, 안초비나 올리브와 함께 샐러드에 넣어서, 코카 (카탈루냐의 납작한 빵으로 피자와 비슷함)의 토핑으로 얹어서 서빙될 수 있다.